# Étienne-Auguste Krier
Pour les articles homonymes, voir Krier.
Étienne-Auguste Krier, né le 11 février 1875 à Mareuil-sur-Ay et mort le 26 novembre 1953 à Rambouillet, est un peintre français.

## Biographie
Étienne Nicolas Auguste Krier est le fils d'Henri Auguste Krier, caissier comptable, et de Marie Louise Dupuis.
Élève de Léon Bonnat, il expose au Salon à partir de 1904, puis devient membre de la Société des Artistes français.
Alors que naît la Première Guerre mondiale, il épouse le 30 juillet 1914, Marcelle Lambrette, le peintre Luc-Olivier Merson est témoin du mariage. Il rejoint cinq jours plus tard le 48e régiment d'infanterie territoriale, part au front en octobre 1914, passe caporal, puis sergent. Il est démobilisé en septembre 1918 au titre de professeur d'histoire à Paris.
Il obtient une mention honorable en 1920, une médaille d'argent en 1924, le prix de l'association des élèves de bonnat en 1930, le prix Rosa-Bonheur en 1932, la médaille d'or en 1934 et une médaille de bronze à l'exposition internationale de 1937.
Il meurt à Rambouillet à l'âge de 78 ans.

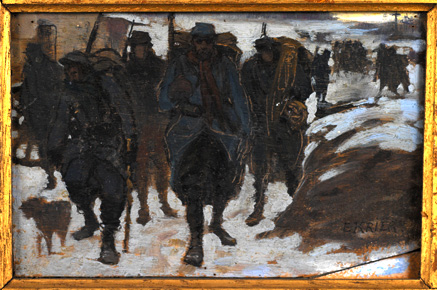
Peinture rentrée des tranchées au petit jour. 1915.

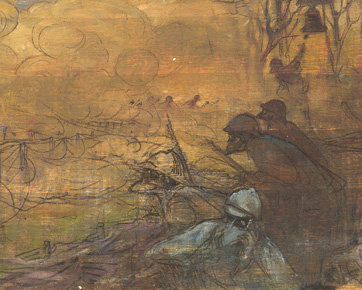
Pastel. Les masques à gaz. 1914. Etienne-Auguste Krier.

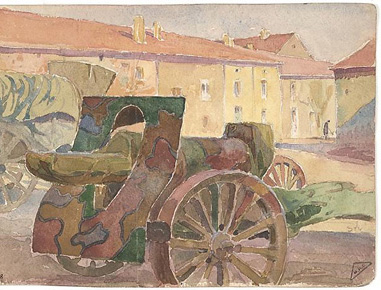
Aquarelle, Puligny, 10 mars 1918 par Etienne-Auguste Krier

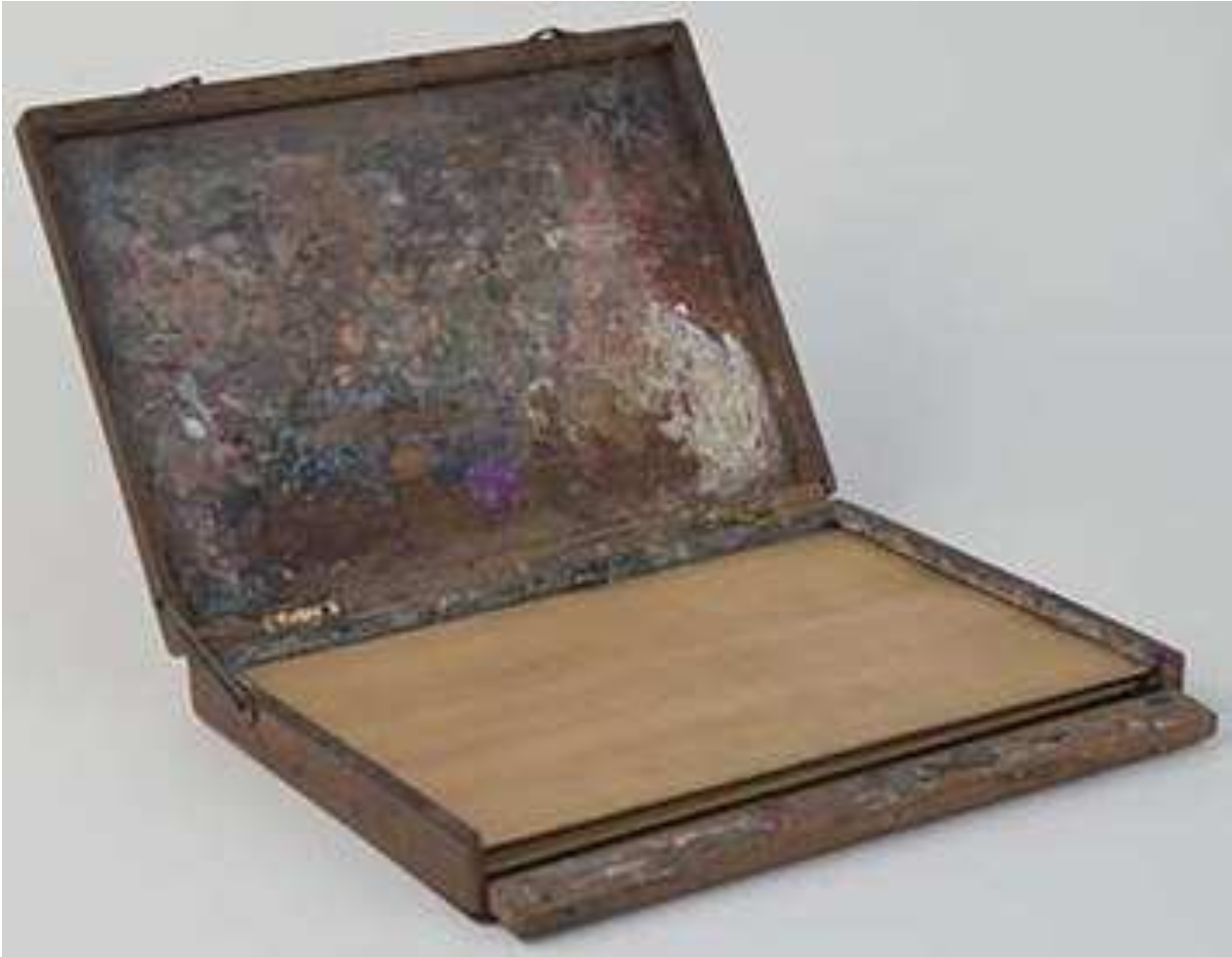
Boîte à couleurs-palette d’Étienne Auguste Krier comprenant deux couvercles de boîtes à tabac servant de support à ses peintures, [1914-1918]. Bois, métal. H. 18 ; L. 25,3 cm. Nanterre, BDIC. DM 1673, don Odile Patrois, 2000.

## Peintre-soldat
Mobilisé dès août 1914, il est affecté au 48 régiment d’infanterie territoriale. 
Il devient caporal, puis sergent téléphoniste. Krier peint et dessine pendant toute la durée de la guerre, utilisant des techniques et des supports très variés : crayon, encre, aquarelle sur des feuilles détachées, dans des carnets, et sur d'autres supports. 
Certains croquis et dessins peuvent lui être commandés par ses supérieurs hiérarchiques pour les joindre à un rapport mais l’essentiel de sa production est cependant destiné à sa femme, peintre elle aussi, à qui il dédie et adresse la plupart de ses aquarelles et de ses petites huiles. 
Ces œuvres constituent une forme de correspondance en images: il y montre les paysages qui l’environnent, son quotidien, les soldats qui l’entourent, mais aussi quelques scènes plus guerrières (patrouilles de nuit, attaque au gaz).